# آلان كومينغ
الآن كومينغ (بالإنجليزية: Alan Cumming)‏ هو ممثل اسكتلندي (من مواليد 27 يناير 1965 في اسكتلندا). بدأ مسيرته الفنية عام 1980. وهو أيضا كاتب سيناريو.

## المسيرة الفنية
أعلن انه مثلي ولديه زوج

## الأعمال

### أفلام
- العين الذهبية
- ثالث كوكب بعد الشمس (مسلسل)
- ذا غود وايف
- سبايس ورلد (فيلم)
- عيون مغلقة على اتساعها
- الجنس والمدينة
- أطفال جواسيس 2: جزيرة الأحلام المفقودة (فيلم)
- رجال-إكس
- كلمة إل
- السنافر 2 (فيلم)
- السنافر (فيلم)
- ابن القناع

## وصلات خارجية
- آلان كومينغ على موقع IMDb (الإنجليزية)
- آلان كومينغ على موقع روتن توميتوز (الإنجليزية)
- آلان كومينغ على موقع ألو سيني (الفرنسية)
- آلان كومينغ على موقع ميوزك برينز (الإنجليزية)
- آلان كومينغ على موقع أول موفي (الإنجليزية)
- آلان كومينغ على موقع قاعدة بيانات برودواي على الإنترنت (الإنجليزية)
- آلان كومينغ على موقع قاعدة بيانات الأفلام السويدية (السويدية)
- آلان كومينغ على موقع إن إن دي بي (الإنجليزية)
- آلان كومينغ على موقع أول ميوزيك (الإنجليزية)
- آلان كومينغ على موقع ديسكوغز (الإنجليزية)

- الموقع الإلكتروني